# Мадисон (Нью-Йорк)
Ма́дисон, Мэ́дисон (англ. Madison) — американский город в округе Мадисон, Нью-Йорк. По данным переписи 2010 года население составляло 3008 человек.

## Население
По данным переписи 2000 года население составляло 2 801 человек, в городе проживало 779 семей, находилось 1 129 домашних хозяйств и 1 325 строений с плотностью застройки 12,5 строения на км². Плотность населения 26,4 человека на км². Расовый состав населения: белые — 97,82 %, афроамериканцы — 0,32 %, коренные американцы (индейцы) — 0,11 %, азиаты — 0,61 %, гавайцы — 0,14 %, представители других рас — 0,21 %, представители двух или более рас — 0,79 %. Испаноязычные составляли 0,75 % населения.
В 2000 году средний доход на домашнее хозяйство составлял $35 889 USD, средний доход на семью $41 630 USD. Мужчины имели средний доход $29 487 USD, женщины $23 750 USD. Средний доход на душу населения составлял $18 468 USD. Около 9,6 % семей и 13,0 % населения находятся за чертой бедности, включая 19,5 % молодежи (до 18 лет) и 6,7 % престарелых (старше 65 лет).